# Sissel Kyrkjebø
 (novembre 2010).
Si vous disposez d'ouvrages ou d'articles de référence ou si vous connaissez des sites web de qualité traitant du thème abordé ici, merci de compléter l'article en donnant les références utiles à sa vérifiabilité et en les liant à la section « Notes et références ».
Sissel Kyrkjebø, plus connue sous le mononyme Sissel, est une chanteuse (soprano) norvégienne, née le 24 juin 1969 à Bergen.
C'est une artiste « crossover » : elle pratique tous les styles de musique du classique, du traditionnel aux variétés, les mélangeant parfois. Elle a interprété plus de 500 chansons.

## Biographie

### Carrière
Elle rejoint son premier chœur dès l'âge de 3 ans. Elle apparaît pour la première fois à la télévision à 13 ans en interprétant Evergreen de son égérie Barbra Streisand. Elle commence sa carrière professionnelle à 15 ans lors de l'émission télévisée norvégienne Syng med oss (Chantez avec nous). À 16 ans, elle fait ses premiers pas à la télévision internationale pendant l'entracte du concours Eurovision de la chanson.
Quelques mois plus tard, le 16 octobre 1986, Sissel sort son premier album Sissel à 17 ans, vendu à 700 000 exemplaires. Son deuxième album, Glade Jul, un album de Noël en langue norvégienne, sort l'année suivante et détient le nouveau record d'albums vendus en Norvège avec plus de 900 000 à ce jour, soit plus d'un foyer sur deux. Le nombre total d'albums vendus par Sissel s'élève à plus de 9 millions d'exemplaires, pour la plupart en Norvège — un pays qui ne compte que 4,5 millions d'habitants.
En automne 1988, elle joue le rôle de Maria von Trapp dans la comédie musicale La Mélodie du bonheur, qui connaît un énorme succès avec plus de 110 000 spectateurs. Elle double en 1990 le rôle d'Ariel dans les versions danoise, norvégienne et suédoise du film d'animation La Petite Sirène des studios Disney.
En 1989, elle publie son troisième album, Soria Moria, et rencontre son futur mari, le comédien et chanteur danois Eddie Skoller, avec lequel elle se fiance à Noël 1991, et qu'elle épouse le 21 août 1993. Sissel s'installe ensuite près de Copenhague avec ses deux jeunes filles, Ingrid et Sarah.
Sissel a participé à de nombreux événements internationaux. En 1992, juchée sur un ours blanc, elle introduit les représentants de son pays lors de la cérémonie de clôture des Jeux olympiques d'Albertville, puis en 1994 à nouveau aux cérémonies d'ouverture et de clôture des Jeux olympiques de Lillehammer,. En Noël 1994, Sissel chante avec Placido Domingo et Charles Aznavour au concert Noël à Vienne.
En 1997, Sissel participe à la bande-son du film Titanic. La même année, elle participe à l'album-concept The Rapsody Overture où elle interprète Prince Igor, premier single de l'album, en duo avec le rappeur Warren G.
En 2002, Sissel participe à l'enregistrement d'un Ave Maria.
En mars 2003, son concert est retransmis sur la chaîne de télévision Public Broadcasting Service (PBS).
En 2004, elle interprète la chanson She Walks In Beauty dans le film Vanity Fair : La Foire aux vanités de Mira Nair, titre pour lequel elle reçoit un Women Film Critics Circle Awards.
En mars 2004, Sissel réalise son deuxième album aux États-Unis, My Heart, un album classique cross-over, qui comprend également deux morceaux pop écrits par Richard Marx et une ballade écrite par Jon Lord du groupe Deep Purple.
En mai 2005, elle se produit avec le Chœur du Mormon Tabernacle à Salt Lake City, pour célébrer le centenaire de l'indépendance norvégienne par rapport à la Suède. Une majorité de membres du chœur possède en effet des ancêtres en Norvège. Sissel interprète également avec le chœur la chanson du groupe ABBA Like An Angel Passing Through My Room, mais aussi Vitae Lux et Herre gud, ditt navn dyre. L’année suivante, elle rejoint le chœur comme soliste pour leurs concerts de Noël où elle chante devant 80 000 spectateurs en quatre représentations.
En septembre 2007, elle chante avec José Carreras dans le village norvégien de Røros classé au patrimoine mondial de l’Unesco. Ce concert s’inspire de l'hiver norvégien, ses lumières mystiques et ses aurores boréales. Le programme est redonné lors d'une tournée américaine de février à avril 2008.
En novembre 2009, Sissel publie l’album Strålande Jul (Joyeux Noël) avec le chanteur populaire norvégien Odd Nordstoga.
En mai 2010, elle effectue une tournée en Chine avec Les Solistes de Trondheim. En septembre de la même année voit la sortie d’une biographie non autorisée de Sissel, écrite par Stig Nilsson, auteur de plusieurs de ses chansons. Son plus récent album (novembre 2010), intitulé Til deg (Pour toi) s'inspire du folklore norvégien.
Le 21 août 2011, elle interprète à Oslo l'hymne dramatique Til ungdommen de Nordahl Grieg lors de la cérémonie officielle en mémoire des victimes des attentats terroristes du 22 juillet 2011. Le roi Harald et la reine Sonja de Norvège y assistent ainsi que toutes les maisons royales et tous les chefs d’États scandinaves.
Le 27 mars 2012, Sissel interprète à Londres la bande-son du film Titanic le jour de la sortie du film en 3D.
En 2016, elle est introduite au Rockheim Hall of Fame (en), le Temple de la renommée de la musique norvégienne.

### Vie privée
Le 13 août 2013, elle épouse en secondes noces Ernst Ravnaas, avocat fiscaliste norvégien.